# Псевдопроводная технология
Псевдопроводная технология (англ. pseudo-wire) обеспечивает эмуляцию традиционных сервисов по сетям с коммутацией пакетов.
Псевдопроводная технология позволяет прозрачно передавать ATM, Frame relay, Ethernet, низкоскоростной TDM или SDH/SONET поверх сетей с пакетной коммутацией MPLS, IP (IPv4 или IPv6) или L2TPv3.
Первыми псевдопроводными спецификациями были Martini draft (ATM сервис посредством MPLS сети) и TDMoIP (E1/T1 через IP сети) компании RAD Data Communications.
Специальная комиссия интернет-разработок (IETF) в 2001 году создала рабочую группу PWE3, целью которой была стандартизация механизмов псевдопроводной эмуляции каналов. В разработке стандартов псевдопроводных технологий участвовали и другие форумы по стандартизации, такие как MEF и MFA, ITU.
К наиболее распространенным стандартам псевдопроводной передачи относятся: TDMoIP, TDMoP, CESoPSN, SAToP, и HDLCoPSN.